# Juri Vetere Soprano
Juri Vetere Soprano este o arie protejată (arie specială de conservare — SAC, sit de importanță comunitară — SCI) din Italia întinsă pe o suprafață de 61 ha, integral pe uscat.

## Localizare
Centrul sitului Juri Vetere Soprano este situat la coordonatele 39°16′50″N 16°37′48″E / 39.280556°N 16.63°E.

## Înființare
Situl Juri Vetere Soprano a fost declarat sit de importanță comunitară în septembrie 1995 pentru a proteja 2 specii de animale. Situl a fost protejat și ca arie specială de conservare în aprilie 2016.

## Biodiversitate
Situată în ecoregiunea mediteraneană, aria protejată conține 4 habitate naturale: Cursuri de apă de la nivel de câmpie la nivel montan, cu vegetație Ranunculion fluitantis și Callitricho-Batrachion, Liziere de ierburi înalte hidrofile de câmpie și de nivel montan până la alpin, Păduri de pin (sub-) mediteraneene cu pini negri endemici, Păduri panonice-balcanice de stejar turcesc - stejar sesil.
La baza desemnării sitului se află mai multe specii protejate de  mamifere (2): liliac cârn (Barbastella barbastellus), lupul (Canis lupus)
Pe lângă speciile protejate, pe teritoriul sitului au mai fost identificate 5 specii de plante, 6 specii de mamifere, 1 specie de nevertebrate.